# Estadi de la Copa del Món de Suwon
L'Estadi de la Copa del Món de Suwon, també conegut com a Estadi del Gran Ocell (수원빅버드경기장 en hangul, Suwon Bigbird Stadium en anglès), és un estadi multifuncional ubicat a la ciutat de Suwon (en hangul: 수원시), capital de la província de Gyeonggi, a Corea del Sud.
És l'estadi on juga de local el Suwon Samsung Bluewings en la K-League. És un dels estadis on es va disputar la Copa del Món de futbol 2002.